# CruiseControl
CruiseControl est un logiciel d'intégration continue basé sur une plateforme Java. L'outil utilise (liste non exhaustive) des plugins de notification par courriel, Ant, et des outils de contrôle de source. Une interface Web permet de visualiser les résultats de traitement. 
CruiseControl est un logiciel libre, "open-source", et distribué sous licence BSD-style license. La version initiale a été développée par des employés de ThoughtWorks en tant qu'outil d'intégration continue sur leurs projets, et fut ensuite mis à disposition du public.
Il existe également une version pour plateforme.NET : CruiseControl.NET (aka CCNet) et une version pour Ruby :CruiseControl.rb. Depuis le 15 mai 2007, ThoughtWorks Studios propose la fourniture de services et de support pour CruiseControl: CruiseControl Enterprise. Dès lors une version a été commercialisée Cruise.

## Boucle de construction
Une boucle de traitement permet de fonctionner tel un process daemon. Celle-ci vérifie périodiquement l'état des sources, reconstruit le projet si besoin et publie une notification de version.

## Rapport de construction
CruiseControl fournit deux interfaces pour l'affichage des rapports de constructions : une interface JSP et un tableau de bord.

### Tableau de bord
Présent depuis la version 2.7, le tableau de bord permet de visualiser les statuts de construction des projets.

## Voir
- Intégration continue
- Jenkins anciennement Hudson
- TeamCity